# Vértessomló
Vértessomló é um município da Hungria, situado no condado de Komárom-Esztergom. Tem 22,29 km² de área e sua população em 2015 foi estimada em 1.303 habitantes.